# Bactrocera aeroginosa
Bactrocera aeroginosa
 es una especie de díptero que Drew y Hancock describieron por primera vez en 1981. Bactrocera aeroginosa pertenece al género Bactrocera de la familia Tephritidae.